# Treibgas

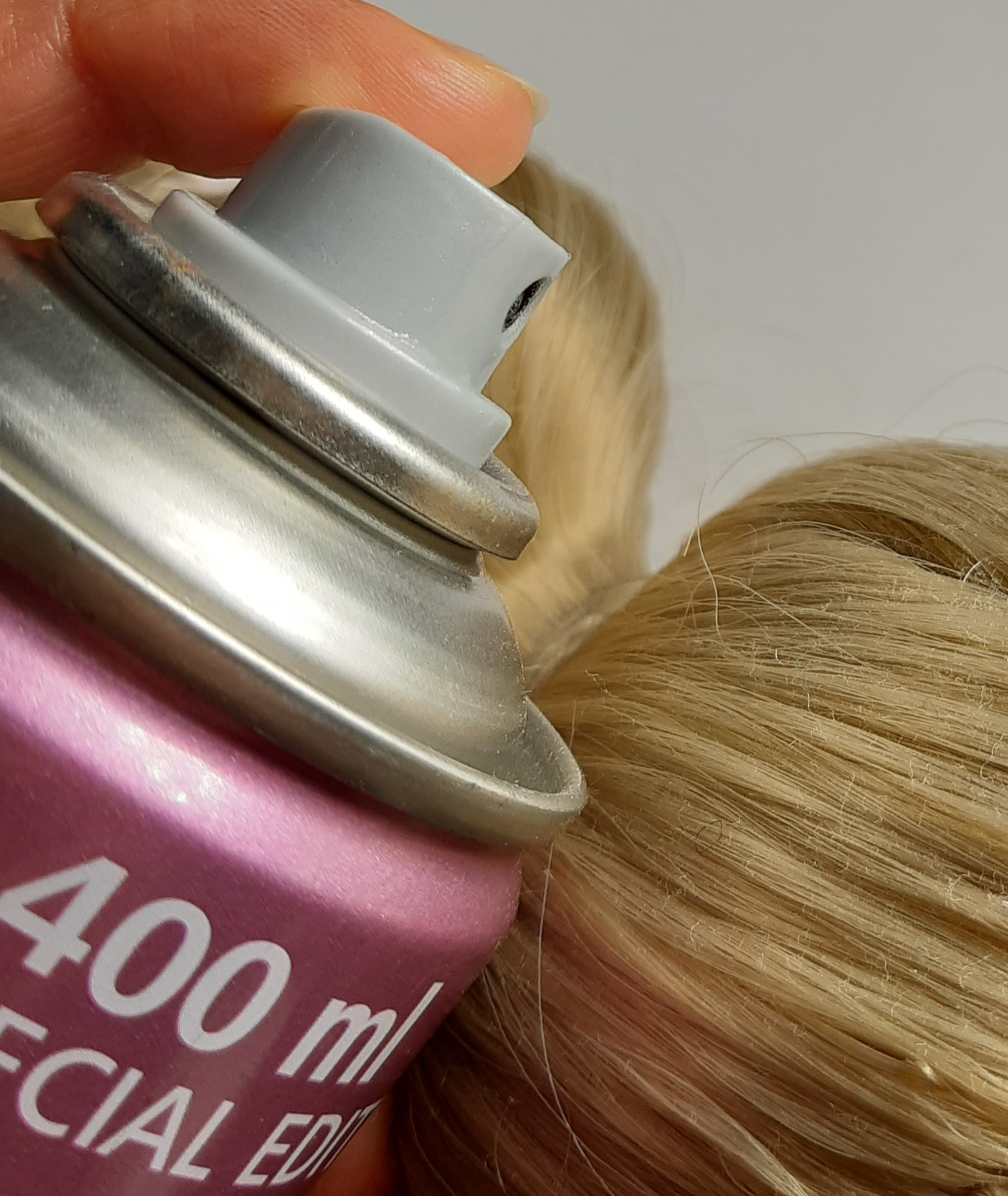
Sprühdose Haarlack mit dem Treibmittel Dimethylether.

Unter Treibgasen versteht man Gase, die komprimiert (Druckgase) oder druckverflüssigt dafür verwendet werden, um durch ihren Druck Flüssigkeiten oder Feststoffpulver, mitunter auch anderes Gas zu fördern – eventuell auch zu zerstäuben – oder aus einer Flüssigkeit Schaum aufzublähen.
Sie werden als eine Stoffkomponente in Sprühdosen oder als Aufschäummittel für Schaumstoff und Lebensmittel eingesetzt.
Eine zweite Bedeutung von Treibgas meint Gase, die als Brennstoff in Kolben- oder Turbinenmotoren eingesetzt werden, um eine Antriebsachse zu drehen.

## Klassische Treibgase

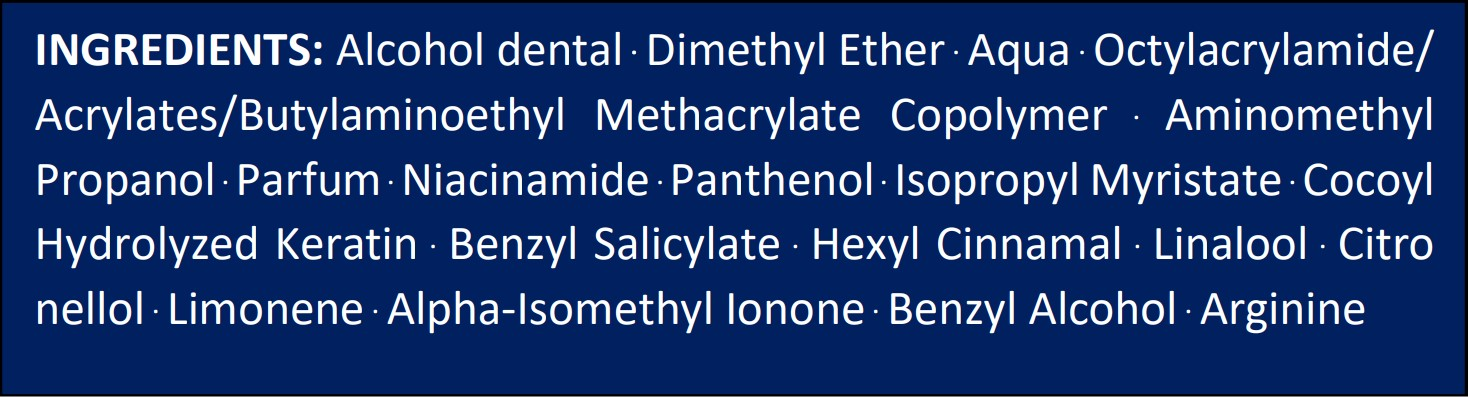
INCI-konforme Deklaration der Inhaltsstoffe eines Haarlacks mit Dimethylether als Treibgas.

Treibgase sollen keine chemischen Reaktionen mit den weiteren Stoffen des Gemischs eingehen. Zu den bekanntesten Treibgasen zählen:
- Dimethylether
- FCKW (z. B. Trichlorfluormethan, Dichlordifluormethan)
- Kohlendioxid
- Kohlenwasserstoffe (z. B. Propan, Butan)
- Luft
- Stickstoff

Die früher in Sprühdosen häufig verwendeten FCKW sind mittlerweile verboten, da sie höchst umweltschädlich sind. Sie schädigen zum einen die Ozonschicht der Stratosphäre. Zum anderen liegt ihr Treibhauspotential (GWP, Global Warming Potential) meistens weit über dem von CO2. FCKW sind oft sehr starke Treibhausgase, daher verstärken sie den anthropogenen Treibhauseffekt meist sehr stark.
Treibgas kann zur Beaufschlagung von Flüssigkeitstanks mit Druck dienen, um die Flüssigkeit in eine Leitung und hinaus zu pressen. Es ist die einfachste Möglichkeit, Treibstoff oder Rückstoß-Stoff in einer Flüssigkeitsrakete zu fördern. Helium hat den Vorteil recht geringer Dichte und dass es auch beim Fördern von tiefkalt verflüssigtem Wasserstoff nicht kondensiert.

## Treibgase in der Lebensmittelindustrie
Unter den amtlich zugelassenen Lebensmittelzusatzstoffen finden sich ebenfalls Treibgase:
- „Lachgas“ (E 942, Distickstoffmonoxid N2O, für die Zubereitung von Sahne)
- Kohlendioxid (CO2, als Treibgas für Getränke; weil sauer reagierend für Sahne völlig ungeeignet),
- Sauerstoff (O2)
- Stickstoff (N2, E 941)

Treibgase werden auch verwendet, um pastös-cremige Lebensmittel wie Frischkäse oder Eiscreme aufzuschäumen: Dadurch wird nicht nur die Cremigkeit erhöht und dabei die geschmackliche Intensität verbessert, sondern auch ihr Volumen vergrößert. Außerdem ist z. B. aufgeschäumtes Speiseeis auch bei tiefen Temperaturen (gefroren) leichter zu portionieren.

## Treibgase als Antriebsenergie
Früher nutzte man den Begriff „Treibgas“ allgemein auch für die Propan/Butan-Mischung Autogas. Heute wird der Begriff „Treibgas“ eher als Antriebsenergie im Zusammenhang mit Gabelstaplern und Flurförderfahrzeugen verwendet. Um diese Fahrzeuge anzutreiben, wird häufig Flüssiggas als Treibgas eingesetzt. Der Einsatz von Flüssiggas als Treibgas hat gegenüber Alternativen wie Elektro- oder Dieselantrieb den Vorteil, dass treibgasbetriebene Fahrzeuge die einzigen sind, die trotz eines Verbrennungsmotors auch in geschlossenen Räumen genutzt werden dürfen, da sie vergleichsweise sauber verbrennen. Diese Form der Antriebsenergie gilt darüber hinaus als effizient, geräuscharm, kostengünstig, umweltschonend und sehr praktikabel im täglichen Umgang.
Treibgase werden auch für den Antrieb von Turbopumpen in Flüssigkeitsraketen verwendet. Ein Beispiel hierfür war die Rakete A4.

## Übersicht
| Treibgas                        | Kurzzeichen nach DIN 8960 | Summenformel | molare Masse (g/mol) | Schmelzpunkt (°C) | Siedepunkt (°C) | Dampfdruck bei 20 °C (bar) | Dampfdruck bei 30 °C (bar) | Dampfdruck bei 50 °C (bar) | Ozonabbaupotential ODP (R12=1) | Treibhauspotential GWP (CO2=1) | Quelle        |
| ------------------------------- | ------------------------- | ------------ | -------------------- | ----------------- | --------------- | -------------------------- | -------------------------- | -------------------------- | ------------------------------ | ------------------------------ | ------------- |
| Ethylmethylether                |                           | C3H8O        | 60,1                 | −139,2            | 7,4             | 1,601                      | 2,3                        | 4,1                        |                                |                                | [ 3 ]         |
| n-Butan                         | R-600                     | C4H10        | 58,12                | −138,29           | −0,5            | 2,081                      | 2,8                        | 4,9                        | 0                              | 3                              | [ 4 ]         |
| Isobutan (2-Methylpropan)       | R-600a                    | C4H10        | 58,12                | −159,42           | −11,7           | 3,019                      | 4,1                        | 6,78                       | 0                              | 3                              | [ 5 ]         |
| 1,1,1,2,3,3,3-Heptafluorpropan  | R-227ea                   | C3HF7        | 170,03               | −131              | −17,3           | 3,993                      |                            | 9,16                       | 0                              | 2900                           | [ 6 ]         |
| Dimethylether                   |                           | C2H6O        | 46,07                | −141,5            | −24,82          | 5,102                      | 6,9                        | 11,431                     | 0                              |                                | [ 7 ]         |
| 1,1,1,2-Tetrafluorethan         | R-134a                    | C2H2F4       | 102,04               | −101              | −26             | 5,7                        | 7,7                        | 13,2                       | 0                              | 1300                           | [ 8 ]         |
| Dichlordifluormethan            | R-12                      | CCl2F2       | 120,91               | −157,8            | −29,8           | 5,7                        | 7,5                        | 12,2                       | 1                              | 8100                           | [ 9 ]         |
| Propan                          | R-290                     | C3H8         | 44,1                 | −188              | −42             | 8,327                      | 10,8                       | 17,081                     | 0                              | 3                              | [ 10 ]        |
| Distickstoffmonoxid („Lachgas“) |                           | N2O          | 44,01                | −90,8             | −88,5           | 50,599                     | 63,2                       |                            |                                | 298                            | [ 11 ] [ 12 ] |
| Kohlenstoffdioxid               | R-744                     | CO2          | 44,01                | −56,57            | −78,5           | 57,3                       | 72,1                       |                            | 0                              | 1                              | [ 13 ]        |

## Abgrenzung
Wird für den Transport von trockenem oder feuchtem Schüttgut (z. B. Fertigputz, Zement) in Rohren kontinuierlich Pressluft eingeblasen, die laufend aus einem Kompressor nachgeliefert wird, so wird üblicherweise nicht von Treibgas, sondern von Pressluft gesprochen.
Aluminium- oder Holzsägespäne werden als feste Treibmittel für Schaum bei der – heißen – Produktion von Leichtbeton bzw. Blähton eingesetzt. Aluminium zersetzt Wasser, Holz gibt seinen Wassergehalt gasförmig ab.
Beim Backen von Brot und Gebäck werden durch Erhitzen aus Backpulver Gase freigesetzt oder durch Fermentation mit Germteig/Hefe ein CO2-Gehalt erzeugt, der sich in Bläschen gasförmig abscheidet. Wird dem Teig Eischnee oder etwas Sodawasser beigegeben, wird Kaiserschmarrn schaumig gebacken.